# Klittenband

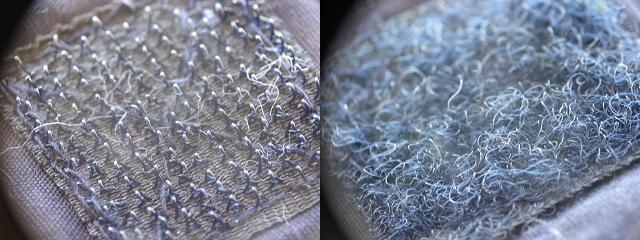
Klittenband: haakjes (links) en lusjes (rechts).

Klittenband, ook klitterband, internationaal velcro genoemd, is een sluiting of verbinding van haakjes en lusjes die losgetrokken kan worden, onder andere bij kledingstukken.

## Beschrijving

### Werkingsprincipe
Klittenband bestaat uit twee lagen: een "haakzijde", die bestaat uit een stuk textiel bedekt met kleine haakjes en een "luszijde", bedekt met nog kleinere harige lusjes. Oorspronkelijk werd polyamide toegepast, later ook andere kunststoffen. Worden de lagen samengedrukt, dan haken de haakjes zich in de lusjes en de zaak zit vast. Wordt de sluiting losgetrokken, dan maakt die het karakteristieke scheurende geluid. Er bestaan ook varianten met haakjes op beide lagen.

### Sterkte
De sterkte van een klittenbandverbinding hangt samen met:
- het oppervlak van de verbinding (de grootte van de gebruikte stukken klittenband)
- de mate waarin de haakjes zich hebben ingebed in de lusjes (hoe goed de sluiting is aangedrukt)
- de aard van de verbonden oppervlakken (stijf of flexibel)
- de richting van de scheidende kracht (haaks of parallel)

De verbinding van twee stijve oppervlakken is uitzonderlijk sterk, doordat een scheidende kracht gelijk over de haakjes wordt verdeeld. Is één of beide delen flexibel, zoals bij textiel, dan kunnen zij met een "afschillende" beweging, haaks op de verbinding, gemakkelijk worden losgetrokken. Wordt op een flexibel deel een kracht parallel op het verbindingsvlak uitgeoefend, dan is de verbinding even sterk als bij stijve delen. Zowel bij stijve als flexibele oppervlakken is het zijdelings verschuiven van de verbinding vrijwel onmogelijk.
Er is ook klittenband gemaakt van verenstaal. Het is sterk en flexibel en het is bestand tegen hoge temperaturen.
De haakzijde voelt onaangenaam tegen de huid. Bij kledingstukken zorgt men er dan ook voor dat de haakzijde van het lichaam afgekeerd is.

### Toepassingen
- sluitingen van kleding, schoenen, tassen, rugzakken, kampeeruitrusting et cetera
- auto-industrie: bevestiging van bekleding, carrosseriedelen, wieldoppen
- achtbanen: als low-budget oplossing om zittingen vast te maken
- in de bouw: het bevestigen van dak- en gevelbeplating
- het ophangen van gereedschap, verbanddozen, brandwerende dekens et cetera
- het bundelen van tijdelijke kabelbomen, bijvoorbeeld voor elektra bij evenementen
- in toneelkostuums, als zeer snel omkleden een vereiste is.

Er wordt onderzoek gedaan naar "stil klittenband" voor toepassing in militaire kleding.

## Geschiedenis

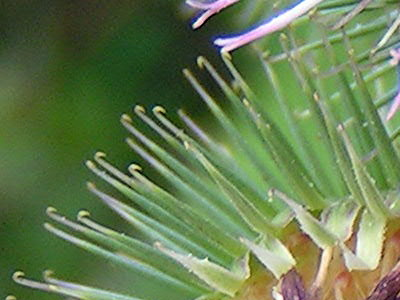
Haakjes van een klit (detail)

Klittenband is een uitvinding van de Zwitser Georges de Mestral. Hij kwam in 1941 op het idee, nadat hij zich verbaasde over hoe moeilijk hij klitten uit zijn kleding en uit de vacht van zijn hond kreeg, die zich daar hadden verzameld tijdens hun gezamenlijke dagelijkse wandeling. Hij merkte op dat klitten zijn overdekt met kleine haakjes, waarmee ze zich in de kleding en de vacht vastgrepen.
Mestral zag mogelijkheden en ontwikkelde – met veel tijd en moeite – een sluitingssysteem dat hij in 1951 in Zwitserland patenteerde onder de naam Velcro, een samentrekking van de Franse woorden velours (fluweel) en crochet (haakje). Patenten in diverse andere landen volgden, waaronder in 1955 in de Verenigde Staten en Frankrijk. Alhoewel Mestral aanvankelijk nogal wat scepsis ontmoette, richtte hij het bedrijf Velcro S.A. op om zijn vinding op de markt te brengen. De eerste fabriek werd gesticht in het jaar 1957. Later verkocht hij het bedrijf en de wereldwijde octrooirechten aan het Zwitserse Velcro SA. Anno 2010 heet het bedrijf Velcro Industries en heeft het zijn hoofdkantoor in Manchester, New Hampshire, Verenigde Staten.

## Merkverwatering
De merknaam Velcro is in de meeste landen een gedeponeerd handelsmerk. In veel talen, zoals het Engels en het Frans, is door merkverwatering klittenband vooral (spreektalig) onder die naam bekend. In het Engels is de algemene term hook and loop fastener en in het Frans bande autoagrippante, maar die termen zijn weinig bekend bij het grote publiek. Ook in het Zuid-Nederlands gebruikt men vaak de merknaam velcro als algemeen woord voor klittenband. In het Nederlands in Nederland en in andere talen, zoals Duits en Zweeds, is dit niet zo. Daar gebruikt men respectievelijk klittenband, Klettverschluss en kardborreband. Algemeen kan desalniettemin gesteld worden dat velcro een generieke term geworden is voor elke sluiting van klittenbandsluiting. Dit is tot ongenoegen van Velcro International dat claimt dat Velcro de naam van haar bedrijven en een geregistreerd handelsmerk voor de diverse producten (niet uitsluitend klittenband) zijn die zij op de markt brengen.

## Varia
- In de aflevering Carbon Creek van het sciencefictionverhaal Star Trek: Enterprise komt de uitvinding velcro heel even in beeld. Een buitenaardse levensvorm van de planeet Vulcan gaat in de jaren vijftig met een stukje velcro uit hun gecrashte ruimteschip naar een uitvinderskantoor en krijgt voor dit stukje velcro een groot bedrag. Hiermee wordt gesuggereerd dat velcro een buitenaardse uitvinding is die naar de aarde is gebracht door buitenaardsen.

- In aflevering vijf van Penn & Teller Tell a Lie proberen twee monstertrucks twee stukken klittenband (gemonteerd op twee ijzeren platen) uit elkaar te trekken. Dit lukt echter niet, hetgeen aantoont hoe sterk klittenband bij zijdelings uit elkaar trekken kan zijn.